# Formule France
Le nom Formule France désigne deux types de catégorie de voitures.

## Formule France (1968-1970)
La Formule France est une catégorie de voitures de type monoplace de compétition créée en 1968 pour être une série d'accès à la monoplace, avant la Formule 3. Les monoplaces sont équipées du moteur de la Renault 8 Gordini 1 300 cm3 de 105 chevaux. Les pneus sont des Michelin spéciaux à gomme tendre XAS FF. En 1971, le championnat est repris par la Régie Renault qui le rebaptise Critérium de Formule Renault en reprenant les réglementations sportive et technique de la Formule France avant d'adopter le moteur de la Renault 12 Gordini 1600cm3 en 1972.

### Les champions
- 1968 : Max Jean
- 1969 : Denis Dayan
- 1970 : François Lacarrau

### Les différentes Constructeurs
Alpine, Pygmée, Grac, JEFA, Gerca, Fournier-Marcadier, proposeront des monoplaces ainsi que de nombreux artisans constructeurs.
Piloté par Jean-Pierre Beltoise, l'Elina dessinée par Jacques Hubert sera également sur les grilles de départ de la catégorie.
La Cusson ARPA également, du nom de son concepteur Charles Cusson et des ateliers ARPA. Coque en Klegécel, Moteur R8 Gordini,1968.

## Formule France (1998-2007)
La Formule France désigne aussi des voitures de course, conçue et fabriquée depuis 1998 par la société EXESS Compétition à Lohéac (Ille-et-Vilaine).
La Formule France est une voiture simple, performante et accessible, favorisant les sensations de pilotage. Elle est constituée d'un châssis tubulaire extrêmement sécurisant, d'une carrosserie en fibres polyester et d'un moteur de moto Suzuki Hayabusa. Le rapport poids/puissance est de plus de 180 chevaux pour 580 kg.

### Fiche technique
- Dimensions : longueur = 3,70 m / largeur = 1,75 m / empattement = 2,22 m / poids = 580 kg.
- Moteur : 4 cylindres en ligne / 1 300 cm3 en position transversale arrière / 2 ACT 16 soupapes / puissance maxi = 180 chevaux à 10 900 tr/min / rapport poids/puissance = 2,9 kg/ch.
- Vitesse : 225 km/h (0 à 100 km/h en 4,1").
- Transmission : aux roues arrière par chaîne sans différentiel / boîte séquentielle à 6 rapports + marche arrière.
- Freins : à l'avant 2 disques ventilés (diamètre = 260 mm) / à l'arrière 2 disques pleins (diamètre = 240 mm).

### Les différentes versions
Entre 1998 et 2004, la Formule France a connu 4 modèles :
- Formule France « Coupé » en 1998 (carrosserie Ford Puma).
- Formule France « 4x4 » (Terre pour le rallycross et Glace pour le Trophée Andros).
- Formule France « Barquette » en 2000.
- Formule France « Coupé évolution » en 2004.

### Les différents circuits sur lesquelles elle a évolué en course
2007
- Pologne: Poznań, Kielce.

2005 et 2006
- Sénégal: Dakar.

2004
- France: Nogaro, Alès, Pau, Val de Vienne, Dijon-Prenois, Magny-Cours.
- Belgique: Spa-Francorchamps.
- Espagne: Barcelone.

2003
- France: Nogaro, Val de Vienne, Lédenon, Pau, Magny-Cours, Albi, Dijon-Prenois.
- Belgique Spa-Francorchamps.

2002
- France: Magny-Cours, Charade, Le Mans, Nogaro, Dijon-Prenois, Val de Vienne, Pau.
- Espagne: Barcelone, Valence.

2001
- France: Nogaro, Lédenon, Magny-Cours, Val de Vienne, Albi, Le Mans, Pau.
- Espagne: Jarama.
- Portugal: Estoril.
- Italie: Monza.

### Compétitions
- Pologne Championnat de Pologne FormulaXSport en 2007.
- France Championnat de France Formule France FFSA de 1998 à 2004.
- France Coupe de France Formule France FFSA de 1998 à 2004.
- Europe Championnat d'Europe Formule France en 2001 et 2002.

### Palmarès
Record du Monde d'accélération (catégorie moins de 1 300 cm3)
- 0 à 100 km/h en 4,1"

| Année | Compétition                       | Catégorie | Pilote vainqueur | Voiture                  |
| 2004  | France Championnat de France FFSA | Séniors   | Mike Parisy      | Formule France Barquette |
| 2003  | France Championnat de France FFSA | Séniors   | Jérémy Toti      | Formule France Barquette |
| 2002  | Europe Championnat d'Europe       | Séniors   | Victor PORTA     | Formule France Barquette |
| 2001  | Europe Championnat d'Europe       | Séniors   | Patrice Nouvel   | Formule France Barquette |

| Année | Compétition                       | Catégorie | Pilote vainqueur      | Voiture               |
| 2003  | France Championnat de France FFSA | Juniors   | Thomas Cordelier      | Formule France Coupée |
| 2002  | France Championnat de France FFSA | Juniors   | Julien Gilbert        | Formule France Coupée |
| 2001  | France Championnat de France FFSA | Juniors   | Patrick Pilet         | Formule France Coupée |
| 2000  | France Championnat de France FFSA | Juniors   | Emmanuel Orgeval      | Formule France Coupée |
| 1999  | France Championnat de France FFSA | Juniors   | Jean-Philippe Dayraut | Formule France Coupée |
| 1998  | France Championnat de France FFSA | Juniors   | Arnaud Gomez          | Formule France Coupée |

| Année | Compétition                 | Catégorie | Pilote vainqueur | Voiture                  |
| 2004  | France Coupe de France FFSA | Séniors   | Adrien Paviot    | FF Coupée évolution 2004 |
| 2003  | France Coupe de France FFSA | Séniors   | Bruno Dubreuil   | Formule France Coupée    |
| 2002  | France Coupe de France FFSA | Séniors   | Victor Porta     | Formule France Coupée    |
| 2001  | France Coupe de France FFSA | Séniors   | Alain Gqunot     | Formule France Coupée    |
| 2000  | France Coupe de France FFSA | Séniors   | Franck Pelloux   | Formule France Coupée    |
| 1999  | France Coupe de France FFSA | Séniors   | Gérard Bacle     | Formule France Coupée    |
| 1998  | France Coupe de France FFSA | Séniors   | Sylvain Noël     | Formule France Coupée    |

## Les grandes dates
- Ouverture du Grand-Prix de Formule 1 à Magny-Cours (1997 à 2002).
- Ouverture des 24 Heures du Mans en 2001 et 2002.
- Ouverture du Grand Prix de Pau de Formule 3000 en 1997.